# Polo (Illinois)
Polo és una població dels Estats Units a l'estat d'Illinois. Segons el cens del 2000 tenia 2.477 habitants.

## Demografia
Segons el cens del 2000, Polo tenia 2.477 habitants, 1.007 habitatges, i 654 famílies. La densitat de població era de 730,1 habitants/km².
Dels 1.007 habitatges en un 31,3% hi vivien nens de menys de 18 anys, en un 51,5% hi vivien parelles casades, en un 10,1% dones solteres, i en un 35% no eren unitats familiars. En el 31% dels habitatges hi vivien persones soles el 16% de les quals corresponia a persones de 65 anys o més que vivien soles. El nombre mitjà de persones vivint en cada habitatge era de 2,4 i el nombre mitjà de persones que vivien en cada família era de 3.
Per edats la població es repartia de la següent manera: un 25,1% tenia menys de 18 anys, un 7,4% entre 18 i 24, un 26,8% entre 25 i 44, un 21,3% de 45 a 60 i un 19,5% 65 anys o més.
L'edat mediana era de 40 anys. Per cada 100 dones de 18 o més anys hi havia 87,1 homes.
La renda mediana per habitatge era de 38.833 $ i la renda mediana per família de 46.250 $. Els homes tenien una renda mediana de 37.857 $ mentre que les dones 24.135 $. La renda per capita de la població era de 18.604 $. Aproximadament el 7,2% de les famílies i el 9,2% de la població estaven per davall del llindar de pobresa.

## Poblacions més properes
El següent diagrama mostra les poblacions més properes.